# Совет церквей Папуа — Новой Гвинеи
Совет церквей Папуа — Новой Гвинеи (англ. Papua New Guinea Council of Churches, PNGCC) — христианский экуменический совет в Папуа — Новой Гвинее.
Совет имеет четыре основные задачи:
- Отдел по социальным вопросам
- Бюро для женщин
- Теологические программы
- Администрация

В его состав входят:
- Англиканская церковь Папуа — Новой Гвинеи[англ.]
- Гутнийская лютеранская церковь[англ.] (связана с Синодом лютеранской церкви в Миссури)
- Объединённая баптистская церковь
- Римская католическая церковь
- Евангелическая лютеранская церковь Папуа — Новой Гвинеи[англ.]
- Объединённая церковь в Папуа — Новой Гвинее и Соломоновых Островах[англ.]
- Армия спасения